# Notiocharis lanceolata
Notiocharis lanceolata är en tvåvingeart som beskrevs av Quate 1967. Notiocharis lanceolata ingår i släktet Notiocharis och familjen fjärilsmyggor. Inga underarter finns listade i Catalogue of Life.